# Hidasi Judit (nyelvész)
Hidasi Judit (Budapest, 1948. július 11. –), névváltozata: R. Hidasi Judit, magyar nyelvész, japanológus, egyetemi tanár, a Budapesti Gazdaságtudományi Egyetem (BGE) kommunikáció professzora, professor emerita a Külkereskedelmi Kar Társadalmi Kommunikáció és Média tudományok tanszékén. 1991-túl 1996-ig a Miskolci Bölcsész Egyesület (MBE) Nagy Lajos Király Magánegyeteme Japán Nyelv és Művelődéstörténet Tanszékének vezetője. Két tudományos színtér, a japanológia és a kultúraközi kommunikáció az a két fő kutatási tevékenysége, ahol újszerű és iskolateremtő eredményekkel gazdagította a hazai tudományosságot.

## Családja
Édesapja ifjabb Hidasi (Hulják) László  (1922–?) katonatiszt, aki századosként a magyar népköztársasági érdemrend ezüst fokozatát kapta 1950-ben, édesanyja Szepesházi Judit Édesapja még Hulják László néven született, de a család 1945-öt követően egységesen felvette a Hidasi családnevet. Szülei 1947 júliusában házasodtak össze Pécsett, amikor apja még főhadnagy volt. Testvére Hidasi László Róbert, aki 1952. május 4-én született, és a miskolci Nehézipari Műszaki Egyetem Kohómérnöki Karán végzett 1976-ban.
Nagyapja idősebb Hidasi (Hulják) László (1893–1978), 42 évig Gádoros községi orvosa, „Gádoros történetének egyik legmegbecsültebb polgára”, akinek a tiszteletére 1993-ban, születésének száz éves évfordulójára mellszobrot avattak.
Elvált, házasságából két lánya, Klaudia (Claudia) (1972– ) és Eszter (1980– ), valamint egy fia, Ádám (1981– ) született, akik közül a legidősebb, Romhányi Klaudia koreai szakon végzett, és Soros-ösztöndíjasként a szöuli Jonsze Egyetem hallgatója is volt, valamint koreanista kutatóként kezdte pályafutását, majd az OTP Banknál is dolgozott vezető beosztásban.
Japán élményei között fiáról így ír, amikor ő is vele volt a szigetországban: „A 13 éves fiam ezt hallva, már-már hangosan tiltakozott, hogy azok magyar könyvek, de leállítottam. Ami latin betűvel van, az angol.”

## Életpályája
A II. kerületi Ady Endre 12 Évfolyamos Iskola (ma Orsolya Rendi Szent Angéla Általános Iskola és Gimnázium) falai között végezte általános iskolai és gimnáziumi tanulmányait.
1971-ben szerzett angol-orosz szakos nyelvtanári diplomát az Eötvös Loránd Tudományegyetemen (ELTE), és 1971-ben kezdett el oktatni a Külkereskedelmi Főiskolán. 1976-ban általános és alkalmazott nyelvészet szakból diplomázott az ELTE-n. 1986-ban elnyerte az MTA nyelvtudomány kandidátusa fokozatot. 1988-ban nevezték ki a Külkereskedelmi Főiskola Orosz Nyelvi Tanszékének élére, mely funkciót 1992-ig látta el.
1991-túl 1996-ig a Miskolci Bölcsész Egyesület (MBE) Nagy Lajos Király Magánegyeteme Japán Nyelv és Művelődéstörténet Tanszékének vezetője.
A Külkereskedelmi Főiskolán az oktatói munka mellett 1991-től 1997-ig tudományos, illetve a nemzetközi főigazgató-helyettesként is dolgozott. 1992-ben megalapította a Keleti Kommunikációs Intézetet, és azt 1998-ig vezette. 1997-ben habilitált.
1998-tól 2001-ig az Oktatási Minisztériumban a Kétoldalú Kapcsolatok Főosztályának vezető-helyetteseként, valamint a Magyar Ösztöndíj Bizottság titkáraként dolgozott.
1999-ben Göncz Árpád köztársasági elnöktől vehette át egyetemi tanári kinevezését, és ebben az évben a Berzsenyi Dániel Főiskola Alkalmazott Nyelvészeti Tanszékének a vezetője lett 2001-ig, amikor Japánba hívták a Kanda Egyetem Nemzetközi Kommunikáció tanszékére. Hat stúdium tanításával bízták meg, melyeket angol nyelven oktatott: kommunikációelmélet, interperszonális kommunikáció, interkulturális kommunikáció, nem-verbális kommunikáció, kommunikációkutatás, valamint kommunikációs stratégiák. Emellett japán nyelven tanít interkulturális kommunikációt a Waseda Egyetemen, valamint összehasonlító nyelvészetet és a japán nyelvoktatás módszertanát a Sirajuri Női Egyetemen. Alkalmanként néhány hetes intenzív kurzusokat tartott a Tübingeni Egyetem Seminar für Japanologie fakultásán.
2004-ben egyetemi tanári kinevezést kapott a Szolnoki Főiskola Nemzetközi Gazdálkodás tanszékére, ahol 2013-ig adott elő. 2006-tól 2012-ig a Budapesti Gazdasági Főiskola Külkereskedelmi Karának dékánja. 2012 óta vendégoktató a Sapientia Erdélyi Magyar Tudományegyetemen, és 2015 óta a Josai University-n Japánban.
A fő szakterülete a nyelv és a kultúra viszonya. A legfontosabb kutatási témái közé tartozik az alkalmazott nyelvészetnek az idegen nyelvek elsajátításához és használatához kapcsolódó vizsgálata, kutatása és oktatási alkalmazása, a szaknyelv, legfőképpen a gazdasági szaknyelv jellemzőinek kutatása, oktatása, a japán nyelv és kultúra kutatása és oktatása, valamint a kommunikációelmélet és a kapcsolódó interkulturális kommunikáció vizsgálatok. Mind hazai, mind pedig nemzetközi rangos folyóiratokban publikál, és eddig 178 közleménye jelent már meg. Itthon és külföldön is ismert és elismert tudós, aki számos fórumon, konferencián ad elő, és jelentős kutatói és szakmai kapcsolatokkal rendelkezik.
Tudományos és szakmai tevékenységébe beletartozik, hogy sok nyelvkönyvet írt, számtalan kiadvány szerkesztésében aktívan részt vállalt, és a nyelvészeti szakirodalmat jó néhány monográfiával gazdagította. Számos doktori iskola köszönheti áldozatos munkáját itthon és külföldön egyaránt, és megannyi alkalommal végzett opponensi, illetve bíráló bizottsági feladatokat az MTA-nál, valamint jelentős hírű egyetemeken.

## Szervezeti tagságok
- a Magyar–Japán Baráti Társaság örökös tiszteletbeli elnöke[16]
- a Magyar–Kínai Baráti Társaság tagja
- a Magyar–Koreai Baráti Társaság tagja
- A Magyar Alkalmazott Nyelvészek és Nyelvtanárok Egyesülete (MANYE) külügyi titkára, 2007[17]
- az MTA VSZB Kommunikációmenedzsment Albizottság tagja
- a MJOT (Magyarországi Japán Nyelvoktatók Társasága) tagja
- az Európai Japanológusok Szövetségének elnökségi tagja (1997–2003)
- a SIETAR (Society for Intercultural Education, Training and Research) tagja
- a HABA (Hungarian Association of British Alumni) tagja
- a VAPRJAL (Az Orosz nyelv- és Irodalomtanárok Magyarországi Szövetségének tagja)
- az EAJS (Európai Japanológusok Szövetségének) tagja, (1997–2003 elnökségi tagja)
- The Asiatic Society of Japan tagja, 2001–
- Nihongo Jenda Gakkai (Gender Society in Japanese), Japán, tagja, (2012–2016 elnöke)
- JSMR (Japanese Society for Multicultural Relations) alapító tagja, 2002–
- Nihongo Kyoiku Gakkai (Japán Nyelvoktatási Társaság) tagja, 1995–

## Közéleti és tudományos tevékenységei
- a Felsőoktatási Tudományos Tanács Külügyi albizottságának és Doktori albizottságának tagja (1991–1993)
- az Országos Idegennyelvoktatási Tanács tagja (1990–1993)
- a Magyar Akkreditációs Bizottság (MAB) – Művészetek, Média és Kommunikáció Tudományok Bizottság tagja (1997–1998): a MAB-nál több akkreditációs eljárásban meghívott szakértőként működött közre (Közgazdaságtudományi Egyetem, IBS, KGRE japán program)
- a Keleti Füzetek sorozatszerkesztője (1990– )
- Szerkesztőbizottsági tag:
  - a Nyelv Info (1994– )
  - az Alkalmazott Nyelvtudomány (2001– )
  - a Modern Nyelvoktatás (2001– )
  - a TEXT International Higher Education (1992–1998)
- a Kanda University of International Studies (Japán) évkönyvének szerkesztőségi tagja (2001–2003)
- Felkért kézirat-opponáló:
  - a Journal of Intercultural Communication – SIETAR Japan (2003– )
  - a PISTA (Politics and Information Systems: Technologies and Applications, USA) (2003– )
  - a CAJ (Communication Association, Japan) (2002– )
- Nemzetközi kutatási projektekben való közreműködés:
  - a magyar és a holland Művelődési Minisztérium közös projektjében (Management Training in Higher Education) 1993–1997-ig, ezen belül 1995–1997 között projektvezető asszisztens
  - Know-How Fund project („On the measurement of effectiveness in management education” in cooperation with Sheffield University), 1997–1999
  - „Culture and Communication in Europe” – EU integrációs felkészítő kurzusok „Kultúra és Kommunikáció” fejezetében közreműködés előadóként (1998–1999)
  - Nyári interkulturális felkészítő kurzusok a JOCV (Japan Overseas Cooperation Volunteers) tagjai számára (1992–1993)
  - Részvétel a japán Oktatási és Tudományos Minisztérium „Multi-facet approach to Japanese language education in Europe” kutatási programjában a Nanzan Egyetem Graduate School irányítása alatt (2000– )
  - a Kanda Egyetem Interkulturális Kutatóintézete „Gender-research” kutatócsoportjának a tagja (2002– )

## Díjai, elismerései
- Citoyenette d’Honneur Sociale (Pro Pace et Unitate Senatori et Meritu Honoris Causa), 1994 (Európa Tanács)
- Trefort Ágoston-díj, 2000 (Oktatási Minisztérium)[18]
- Brassai Sámuel-díj, 2005 (MANYE)
- Felkelő Nap érdemrend 3. fokozata: Arany Sugarak a Nyakszalaggal, 2005[19]
- Szent-Györgyi Albert-díj, 2013 (EMMI)[20]

## Művei

### Könyvei
- Japán nyelvkönyv kezdőknek (magyar nyelven). Budapest: Külkereskedelmi Főiskola (1991). Hozzáférés ideje: 2016. június 2.
- Vissza Japánba (magyar nyelven). Budapest: Terebess Kiadó (2003). Hozzáférés ideje: 2016. június 2.
- Interkulturális kommunikáció, Scolar Kiadó, Budapest, 2004 (1. kiadás), 2008 (2. kiadás).

### Cikkei
- „The Role of Stereotypes in a New Europe” (angol nyelven). Intercultural Communication Studies 1999–2000 (9), 117–122. o. [2016. augusztus 18-i dátummal az eredetiből archiválva]. (Hozzáférés: 2016. június 2.)
- A kultúraközi kompetencia kialakulásának folyamatáról [archivált változat], In: Navracsics Judit – Tóth Szergej (szerk.): Nyelvészet és Interdiszciplinaritás I-II. Köszöntőkönyv Lengyel Zsolt 60. születésnapjára (magyar nyelven), Szeged & Veszprém: Generalia, 13–24. o. (2004). Hozzáférés ideje: 2016. június 2. [archiválás ideje: 2006. október 13.] ISBN 963 9167 90 8
- „Stílusváltás a japán politikai kommunikációban” (magyar nyelven). Kül-Világ 2005 (2), 1–12. o. [2016. augusztus 3-i dátummal az eredetiből archiválva]. (Hozzáférés: 2016. június 2.)
- The Impact of Culture on Second Language Acquisition (angol nyelven). Child Research Net, 2006. [2016. június 18-i dátummal az eredetiből archiválva]. (Hozzáférés: 2016. június 2.)
- „Japán a 21. század első évtizedében” (magyar nyelven). EU Working Papers 2007 (4), 4–16. o. [2016. augusztus 16-i dátummal az eredetiből archiválva]. (Hozzáférés: 2016. június 2.)
- H. J. & Yulia V. Lukinykh. A comparison of Russian and Hungarian Business Cultures [archivált változat], Budapesti Gazdasági Főiskola – Magyar tudomány ünnepe (angol nyelven), 1–8. o. (2009). Hozzáférés ideje: 2016. június 2. [archiválás ideje: 2014. február 25.]
- Migráció és mobilitás, In: Dr. Nyusztay László (szerk.): Tanulmányok a nemzetközi migráció köréből, Perfekt, Budapest, 44–55, 2011.
- A japán természeti katasztrófa kommunikációs tanulságai [archivált változat], In: Horváthné Molnár Katalin és Sciacovelli, Antonio (szerk.): Az alkalmazott nyelvészet regionális és globális szerepe. XXI. Magyar Alkalmazott Nyelvészeti Kongresszus (magyar nyelven), Budapest & Szombathely: MANYE & NYME, 167–172. o. (2012). Hozzáférés ideje: 2016. június 2. [archiválás ideje: 2016. augusztus 3.]
- Hidasi Judit – Varga Szabolcs. „Japán identitáskeresési kísérletei és a digitális kommunikáció” (magyar nyelven). Médiakutató 2014 (15), 7–22. o. (Hozzáférés: 2016. június 2.)
- „Identitás multikulturális kontextusban” (magyar nyelven). Studia Mundi – Economica 2015 (2), 3–11. o. (Hozzáférés: 2016. június 2.)

## Képgaléria

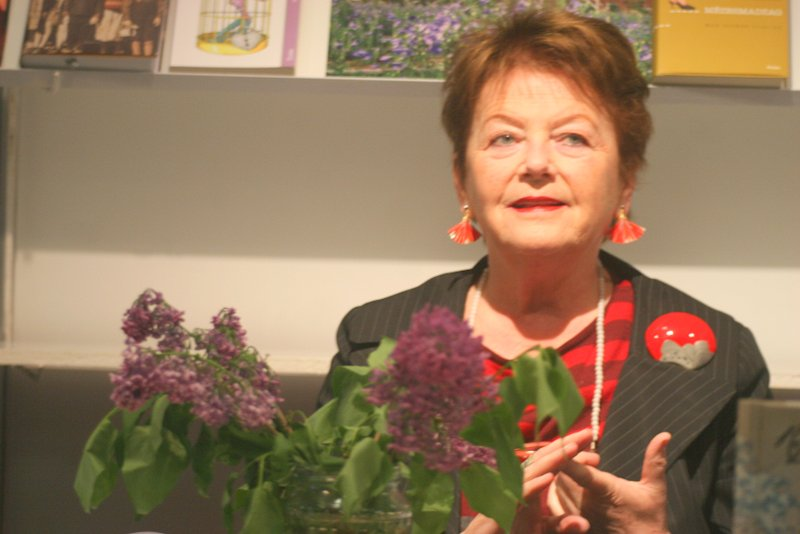
'
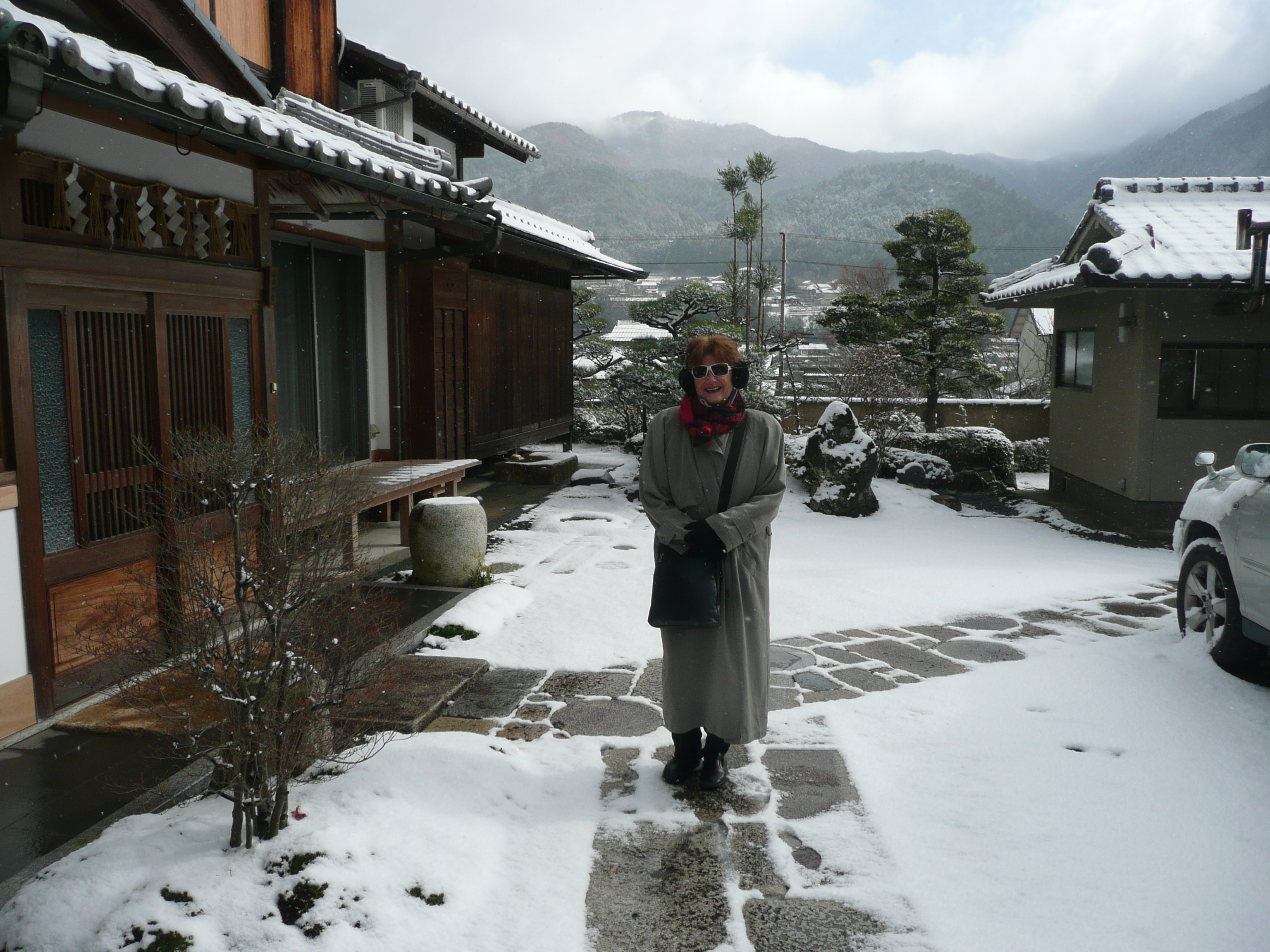
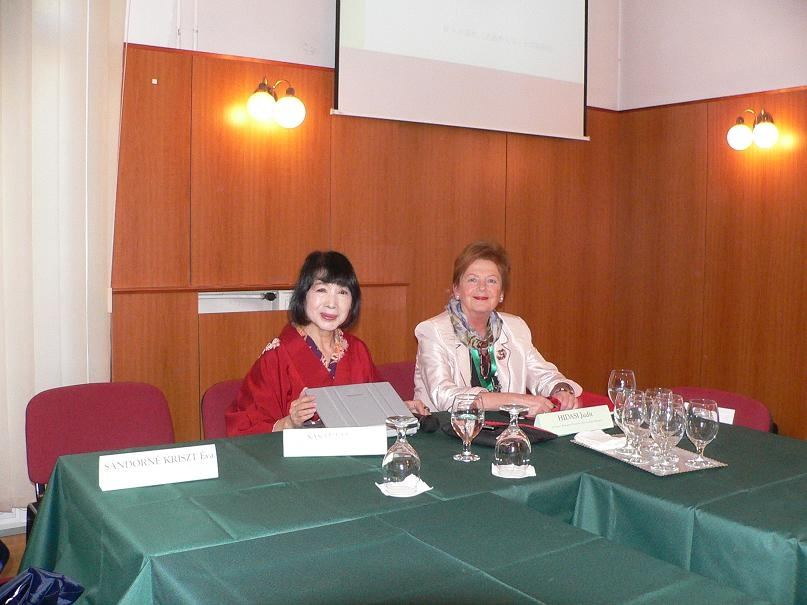
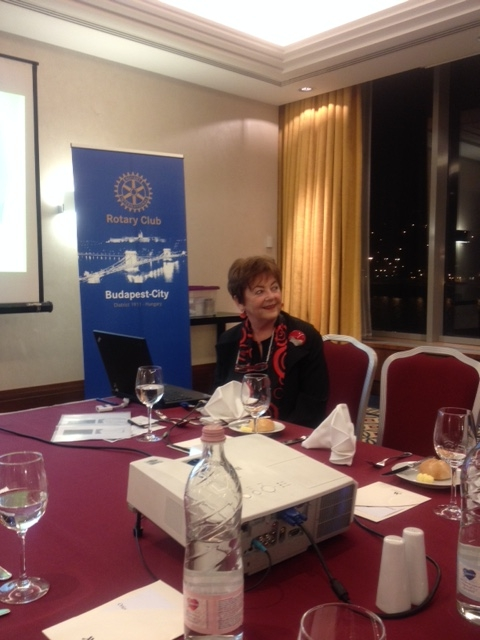
'
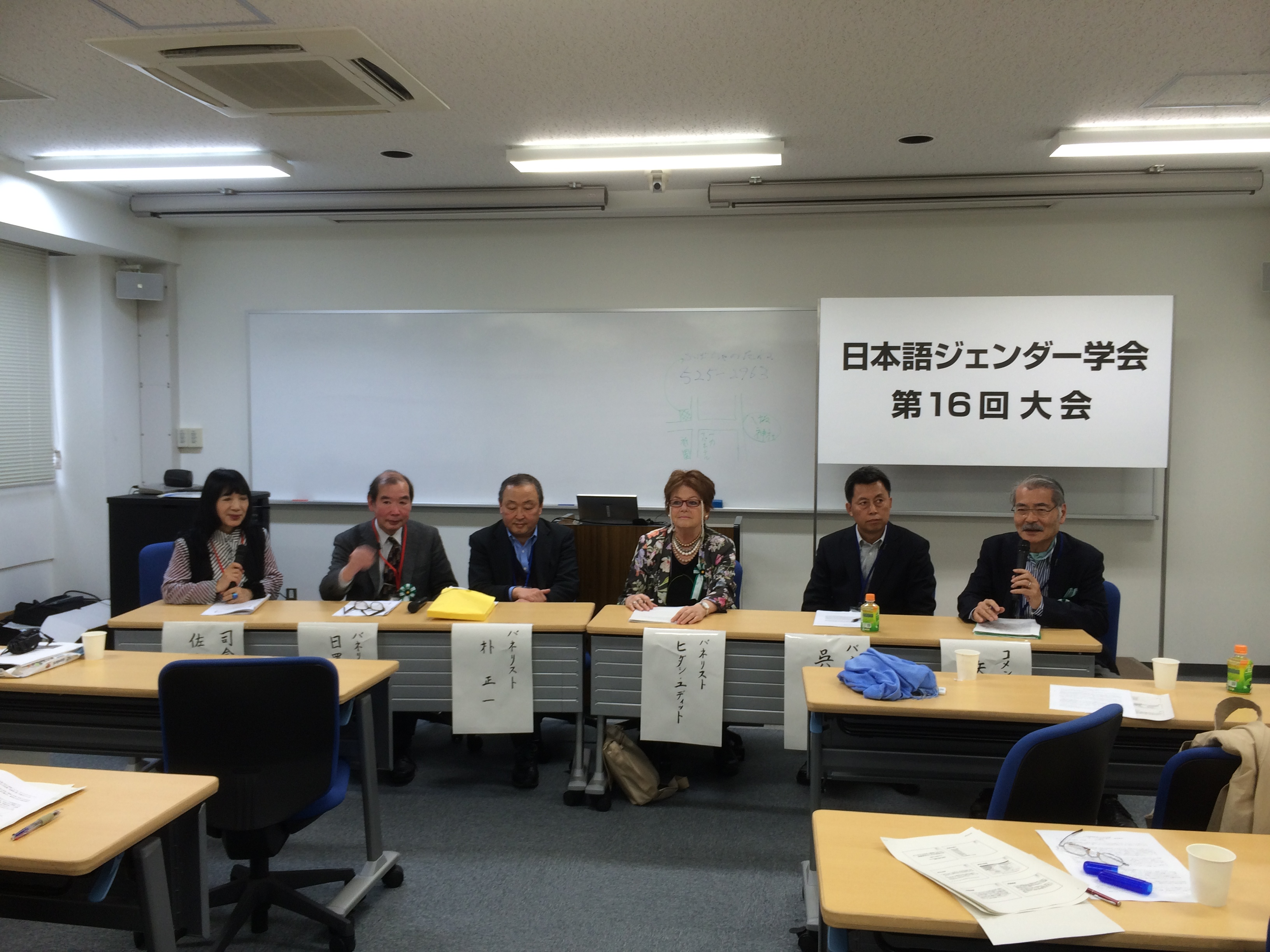
日本語ジェンダー学会